# 尾崎盛義
尾崎 盛義（おざき もりよし、1890年（明治23年）11月29日 - 1946年（昭和26年）1月10日）は、大日本帝国陸軍軍人。最終階級は陸軍少将。

## 経歴
1890年（明治23年）に愛媛県で生まれた。陸軍士官学校第24期卒業。1939年（昭和14年）3月9日、陸軍工兵大佐進級と同時に第3通信隊長に着任した。1940年（昭和15年）3月9日に電信第13連隊長に転じ、12月1日には電信第7連隊長（関東軍・第5軍）に就任した。
1945年（昭和20年）6月1日に第3通信隊司令官（第2総軍・第16方面軍）に就任し、6月10日に陸軍少将に進級。終戦時は佐賀に位置した。